# Lilla Bommen
Lilla Bommen, que popularmente se conoce como barra de labios, es un edificio posmoderno de 86 m de alto y 22 plantas ubicado en el distrito Lilla Bommen de Gotemburgo, Suecia. Es comúnmente conocida por la gente de Gotemburgo como Läppstiftet (barra de labios), Skanskaskrapan (El rascacielos de Skanska), Vattenståndet (doble sentido: el nivel del agua, pero también la erección del agua) o Legohuset (La casa de Lego), aunque el nombre oficial es simplemente Lilla Bommen debido a su ubicación.
Skanskaskrapan fue diseñado por Ralph Erskine en cooperación con White Architects y construido por Skanska en la década de 1980, liderados por Gösta Backmark.
El edificio fue completado en 1989, y contiene 27 596 m² de espacio de oficinas, 2501 m² de espacio comercial y 1528 para otras funciones. Propiedad de la compañía de bienes raíces Vasakronan, es posible tomar un ascensor hasta el mirador en el piso superior, el GötheborgsUtkiken (Mirador de Gotemburgo), que ofrece una buena panorámica de la ciudad.